# Dodge Dart
De Dodge Dart was een auto van het Amerikaanse merk Dodge die geproduceerd werd van 1960 tot 1976. De Dart was na de eerste twee generaties een van de goedkopere modellen van Dodge. De eerste generatie was een grote auto. De tweede generatie was een middenklasser en de latere generaties Darts waren compacte middenklassers. Zowel in 1956 als in 1957 was de naam Dart ook gebruikt voor een aerodynamische conceptauto. In 2012 werd de naam Dart opnieuw gebruikt voor een sedan uit de compacte middenklasse.

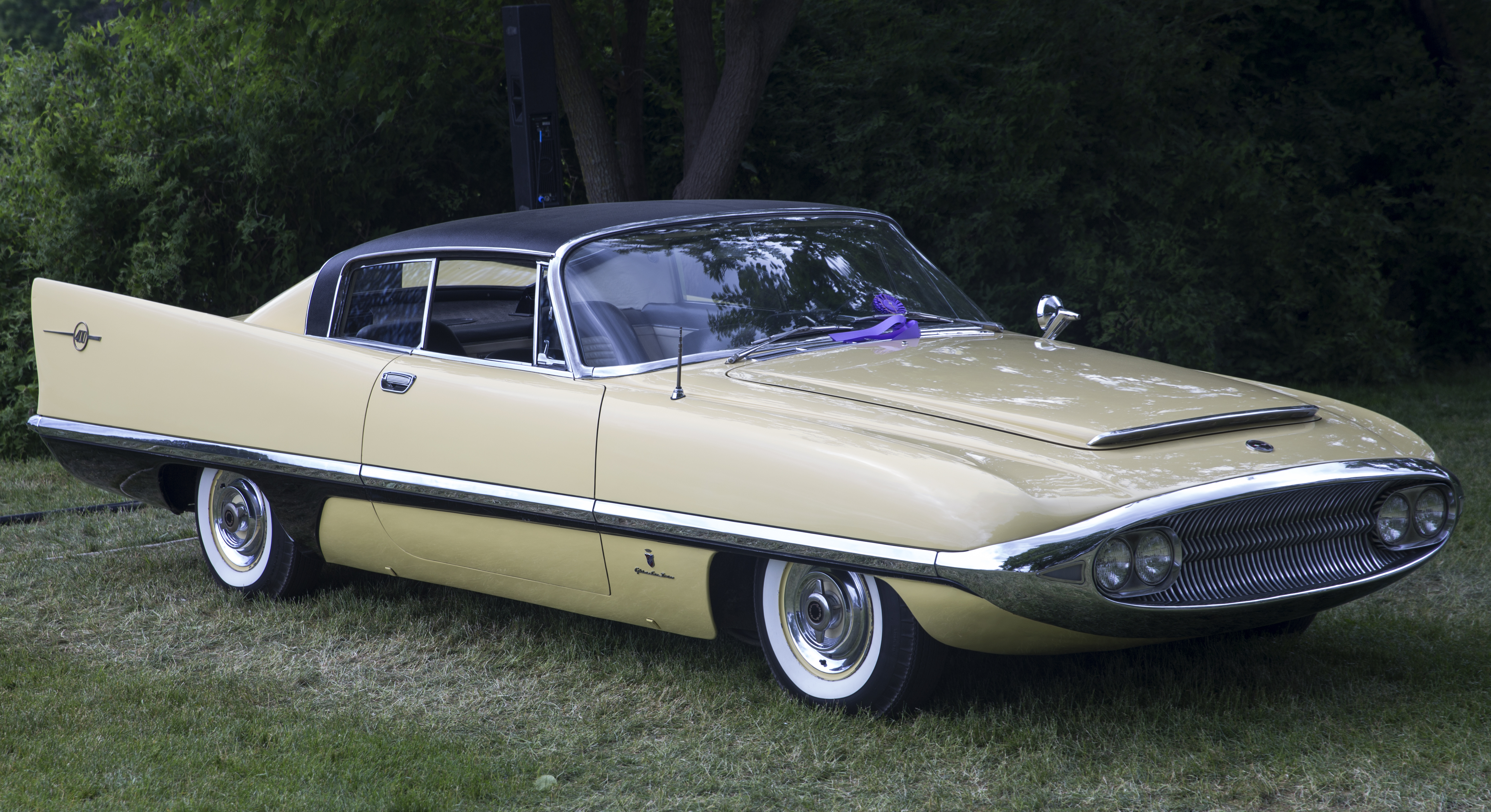
Chrysler Ghia Super Dart 400

## Eerste generatie (1959-61)
De eerste Dodge Dart werd in 1959 geïntroduceerd als een iets kleiner model. Maar het model had nog steeds een wielbasis van net geen drie meter. De Dart verving de modellen van zustermerk Plymouth als de goedkoopste in de Dodge-showrooms nadat Plymouth daar was weggehaald. Die nieuwe strategie betekende uiteindelijk het begin van het einde voor Plymouth.
Van de Dart verschenen drie varianten: de Seneca, de Pioneer en de Phoenix. Die waren verkrijgbaar in 17 kleuren en met drie motoren: een nieuwe 3,7 liter zes-in-lijn, standaard op de eerste twee varianten, en twee V8-motoren van 5,2 en 6,3 liter. De 6-in-lijn leverde 145 pk bij een verbruik van 9,5 liter per 100 km.
De verkoop van de Dart begon zeer sterk. In 1960 werden al meer dan 300.000 stuks verkocht. Aan de andere kant daalden de verkopen van Plymouth daardoor sterk. Voor 1961 kreeg de Dart een face-lift van de hand van Virgil Exner. De nieuwe stijl met staartvinnen en holle grille bleek weinig geliefd en de verkoop dat jaar daalde naar 142.000 eenheden.

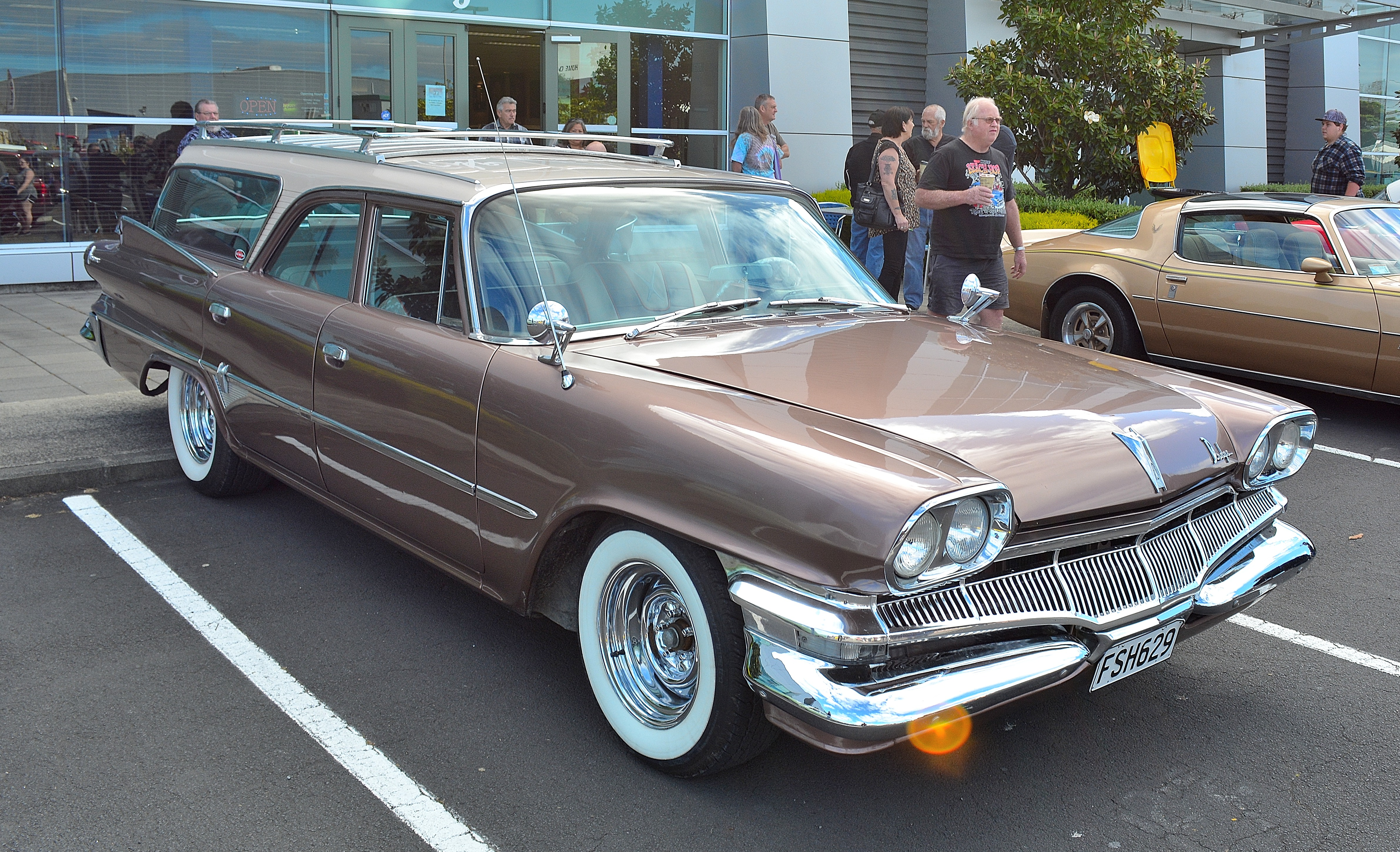
Dodge Dart Pioneer stationwagen (1960)
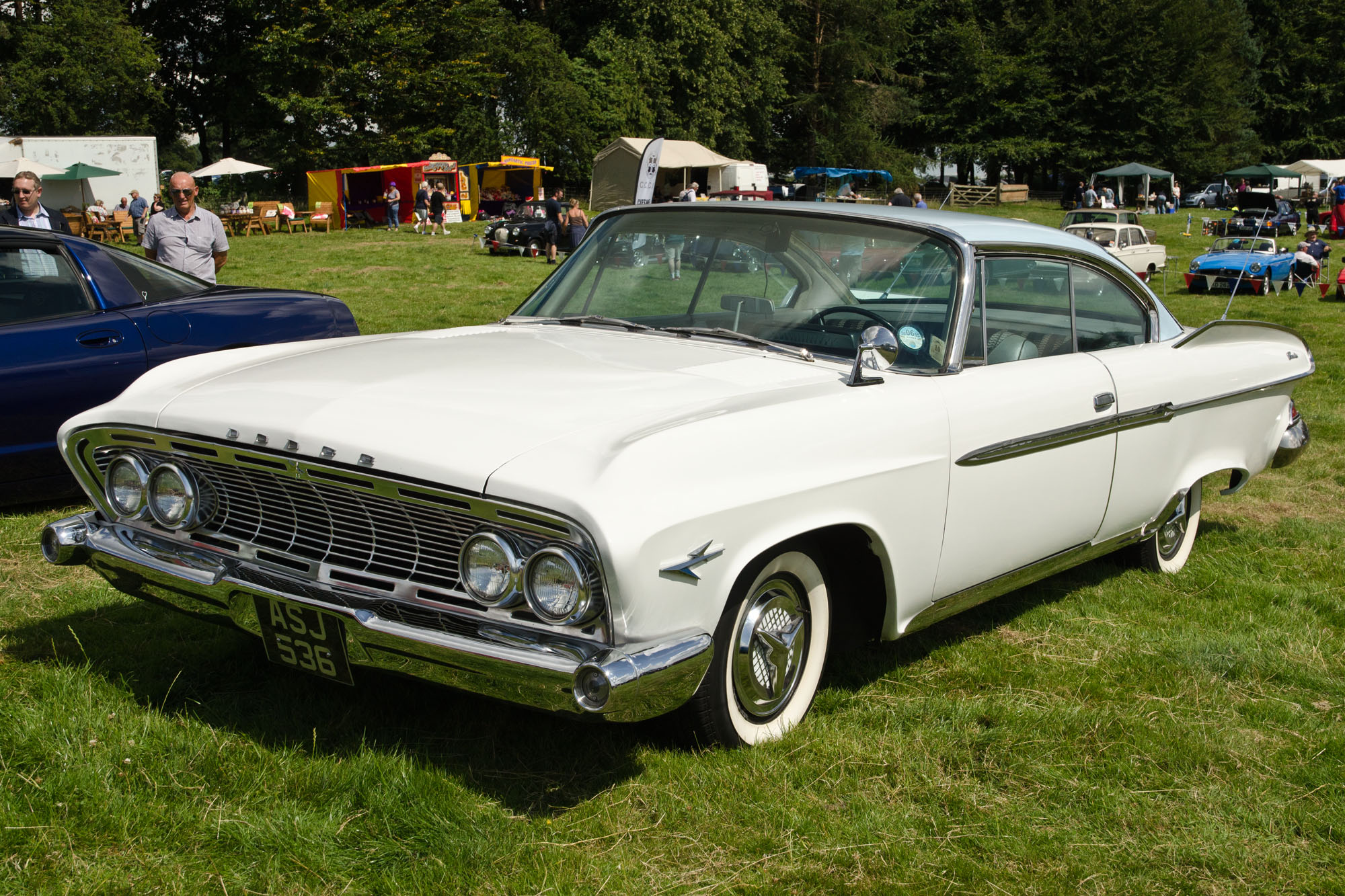
Dodge Dart Phoenix (1961), facelift
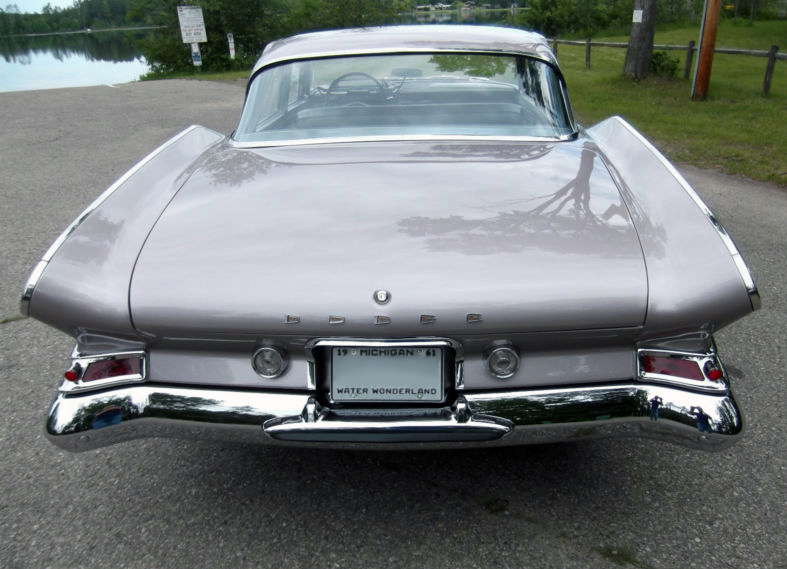
Achteraanzicht van de facelift

## Tweede generatie (1962)
Voor 1962 werd de Dart verkleind in reactie op de kleinere auto's van de concurrentie. Maar met name Chevrolet bracht met de Nova een geheel nieuwe compacte auto uit terwijl de Dart meer een middenklasser bleef. De Dodge-dealers waren ontevreden omdat ze geen grote auto meer konden aanbieden. Als antwoord knutselde Dodge snel de Custom 880 in elkaar uit onderdelen van de Chrysler Newport en de Dodge Polara.
De Dart zelf bestond intussen zelf uit een nieuwe monocoqueconstructie en een wielophanging met vooraan torsiestaven en achteraan asymmetrische bladveren. Die constructie zorgde voor een uitstekende wegligging, acceleratie en remming. Halfweg het jaar verscheen een 6,8 liter Ramcharger V8 van 415 pk die heel wat snelheidsrecords brak. De drie niveaus van de vorige generatie liet men vallen. In de plaats kwamen de 330, de 440 en de Polara 500.

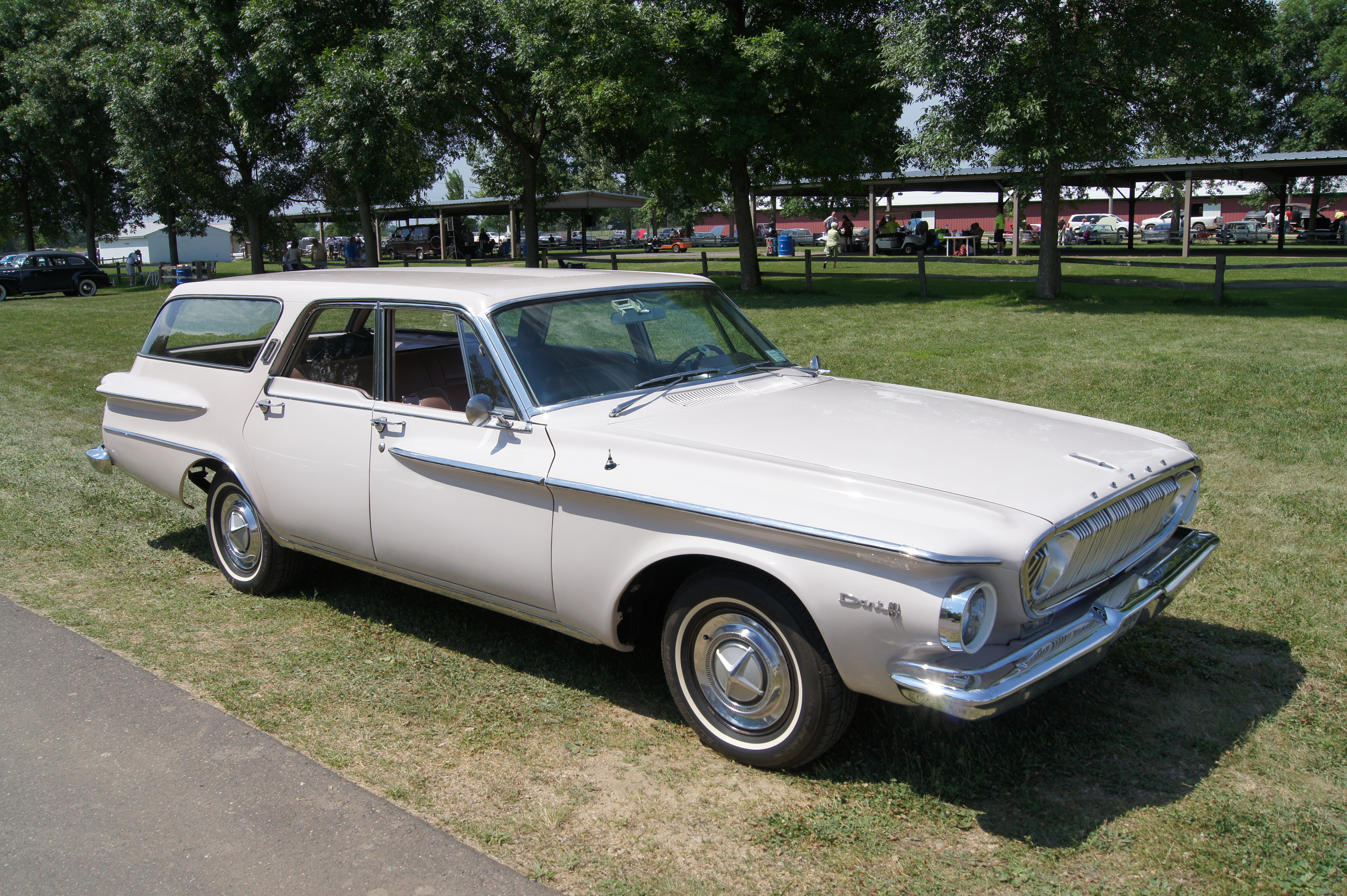
Dodge Dart 440 stationwagen (1962)
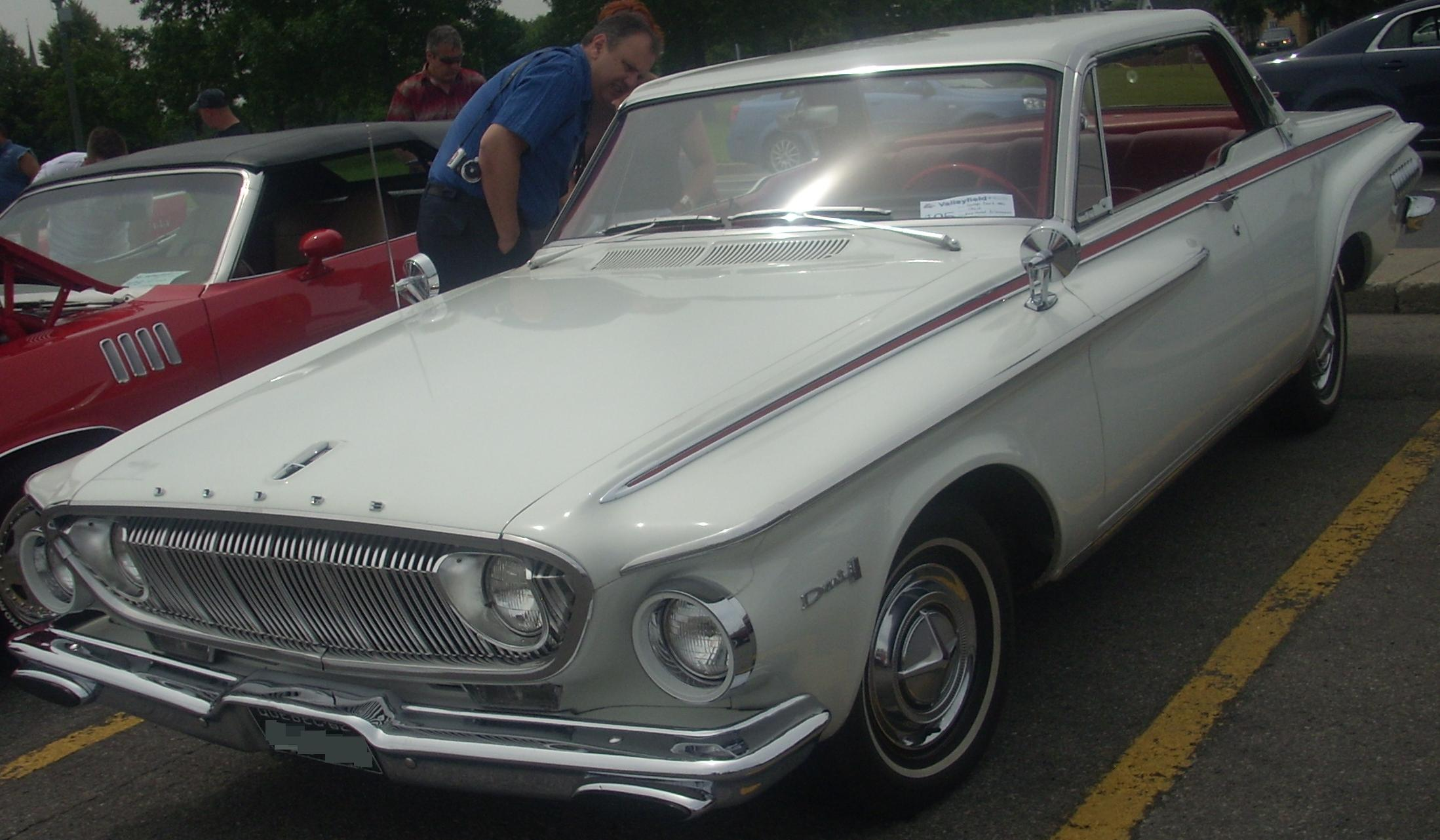
Dodge Dart 440 2-deurs hardtop (1962)
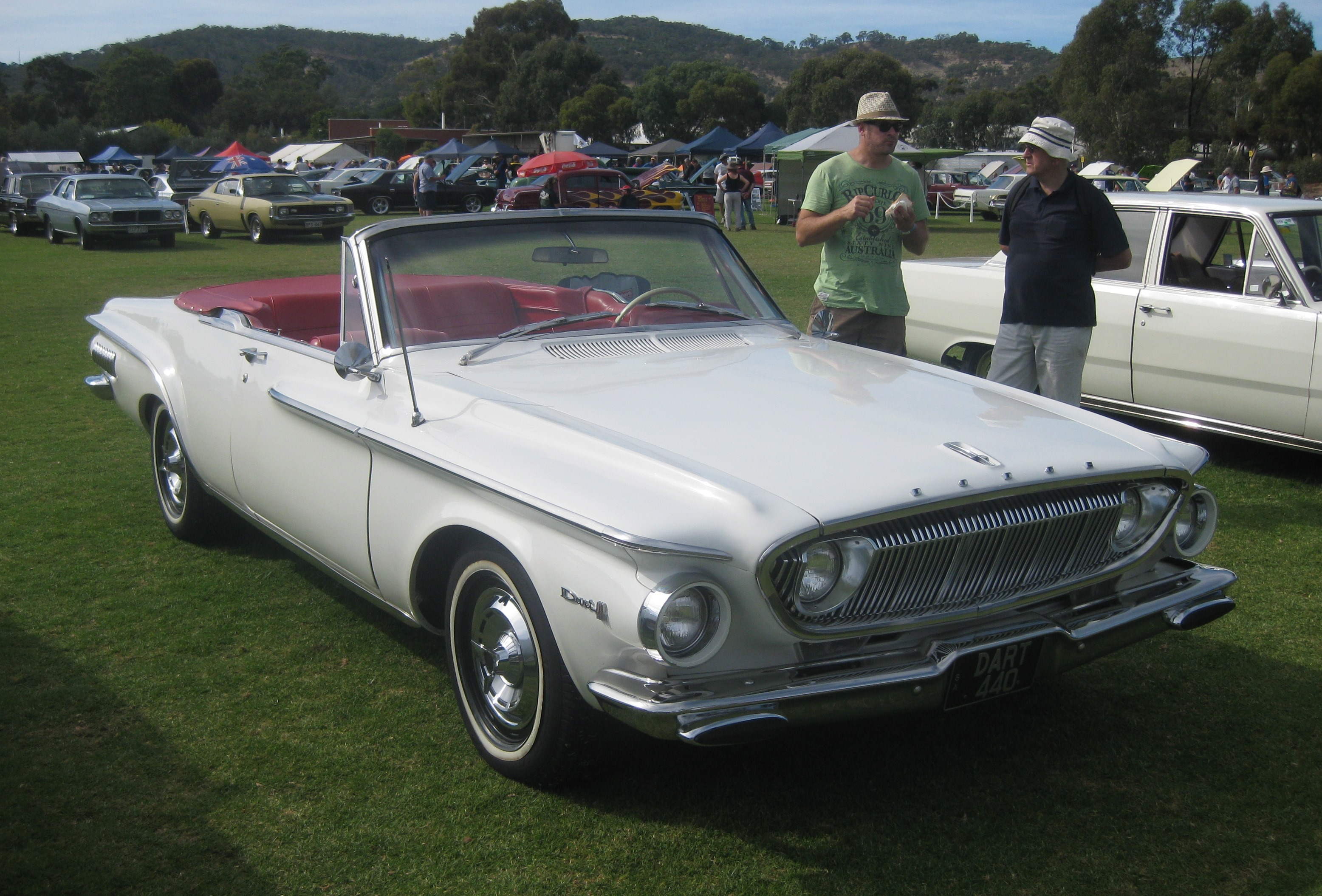
Dodge Dart 440 cabriolet (1962)

## Derde generatie (1963-6)
In 1961 had Dodge met de Lancer een eigen versie van Plymouths succesvolle Valiant gekregen. De verkoop ervan haperde echter en ook de Dart presteerde onder de verwachtingen. Daarom besloot men de Lancer te schrappen en de Dart te vernieuwen tot een compacte auto op basis van de Valiant. De Dodge-variant kreeg een 11 cm langere wielbasis en een unieke stijl om bij het imago van het merk te passen. Qua niveaus verschenen deze keer de 170, de 270 en de GT. Die laatste was de sportieve versie en bleef quasi ongewijzigd tot 1967. De verkopen van de nieuwe Dart zaten tussen die van de verdwenen Lancer en de oude Dart in.

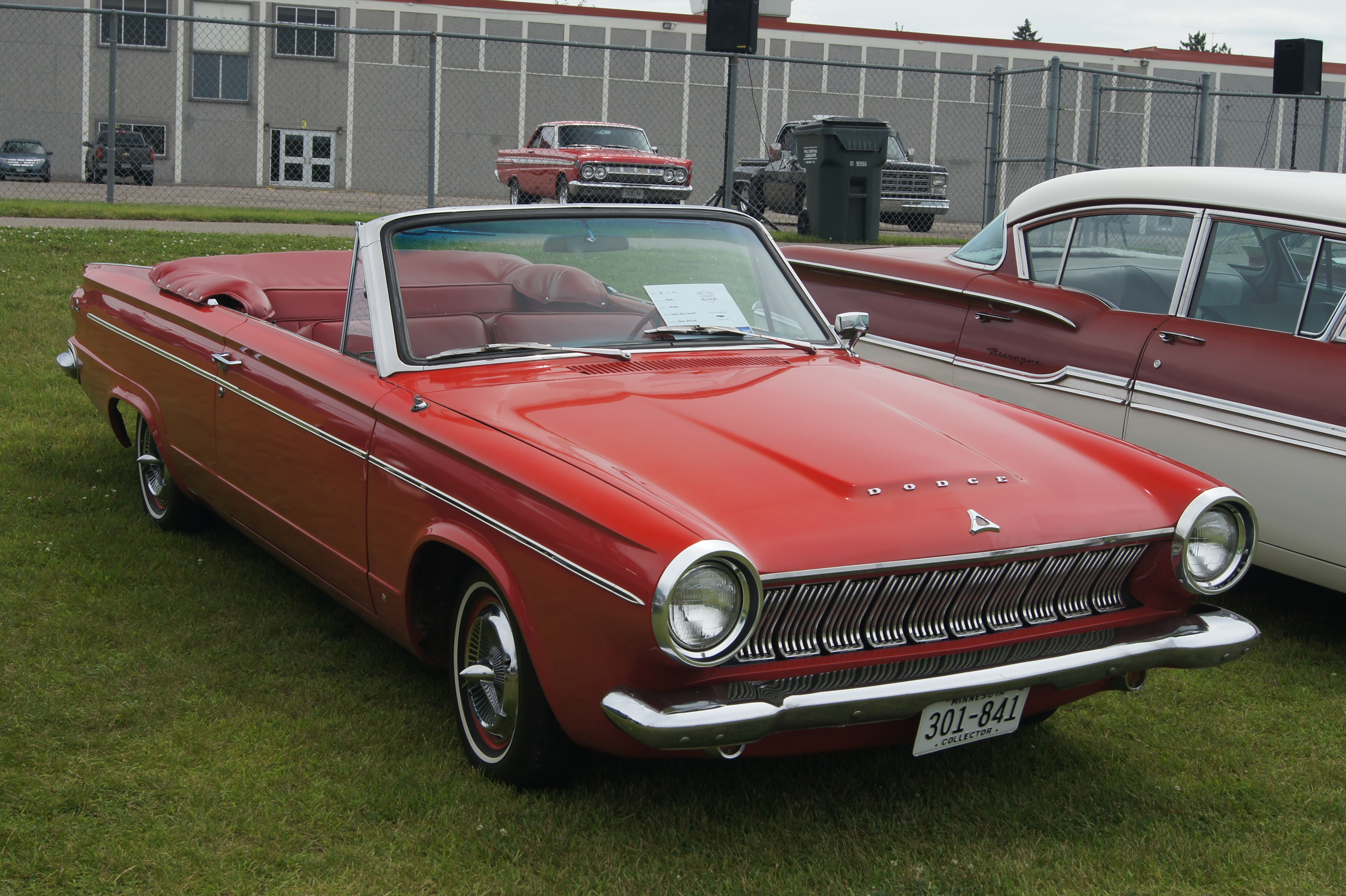
Dodge Dart 270 cabriolet (1963)
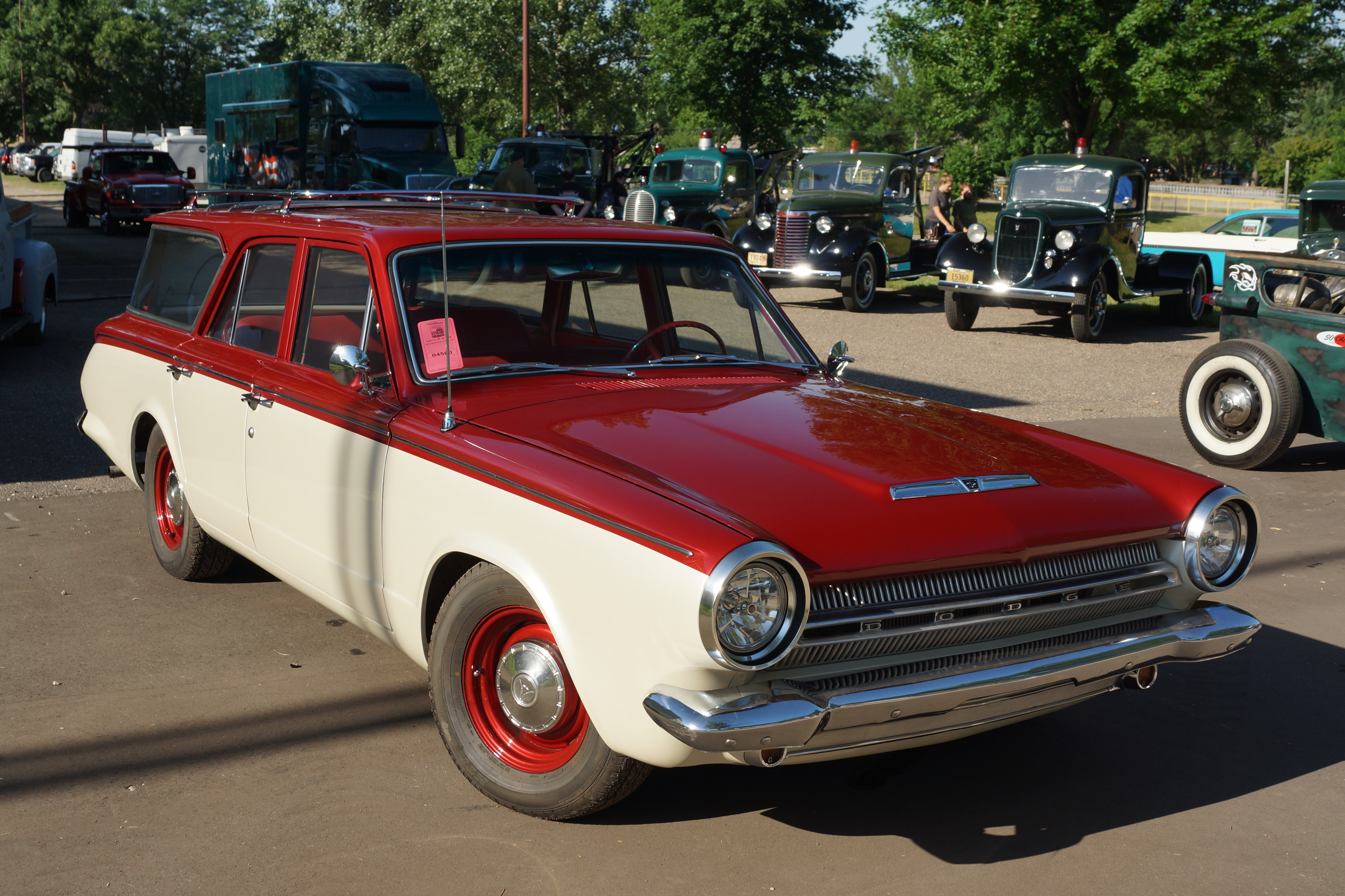
Dodge Dart 270 stationwagen (1964)
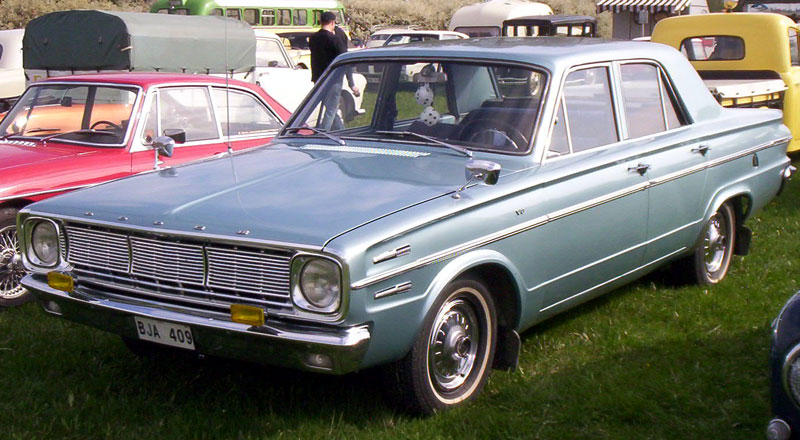
Dodge Dart 4-deurs sedan (1966)

## Vierde generatie (1967-1969)
Voor modeljaar 1967 kregen zowel de Dart als de Valiant met een grondige face-lift hun definitieve stijl. De stationwagen verdween waarop enkel de sedan, de hardtop en de cabriolet verkrijgbaar waren. Het basismodel verloor de aanduiding 170 en werd gewoon Dart. Op het einde van het jaar verscheen de nieuwe GTS-variant. Eind 1968 werd de tweedeurssedan geschrapt en vervangen door de nieuwe Swinger en Swinger 340. 

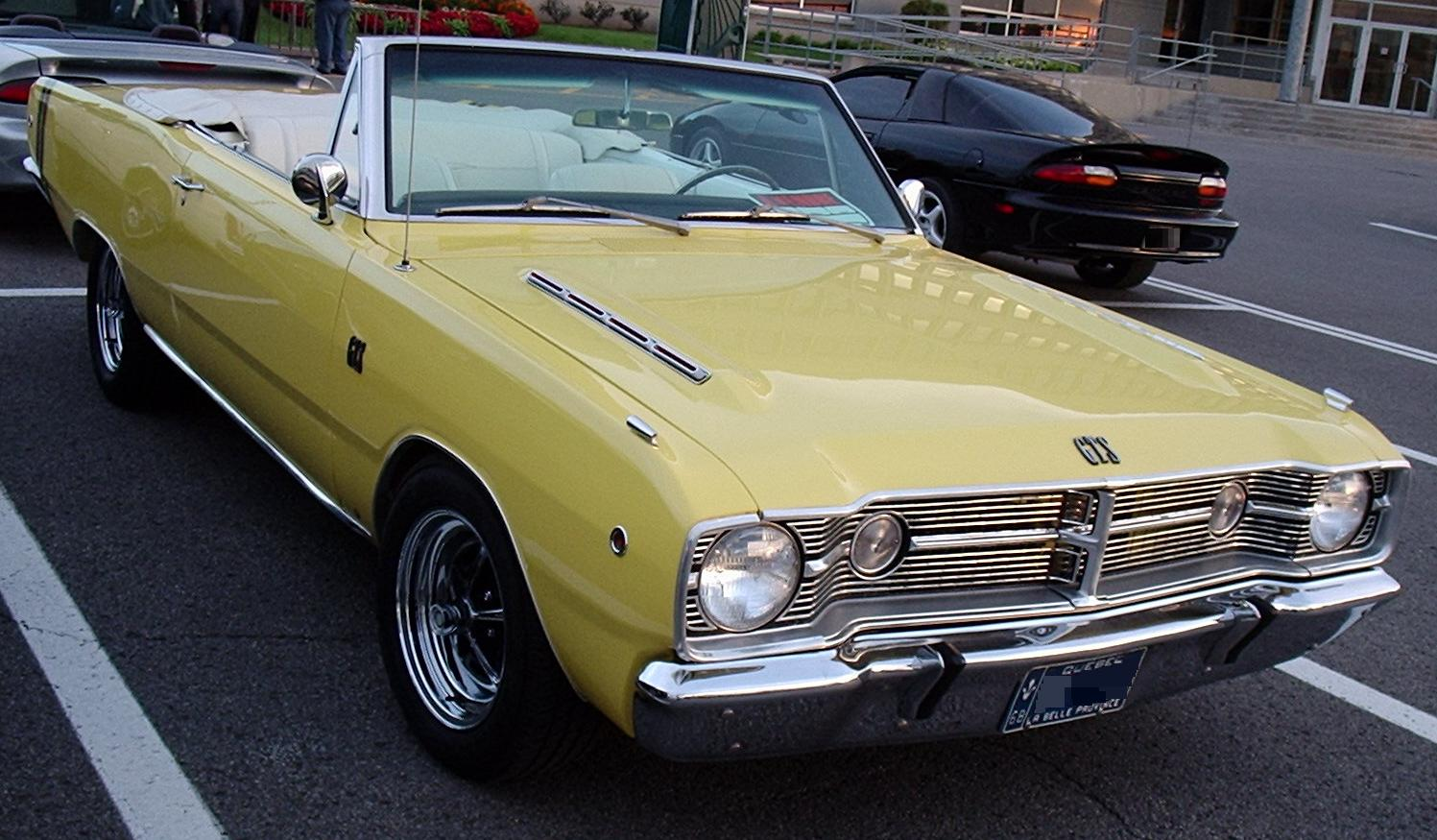
Dodge Dart GTS cabriolet uit 1968
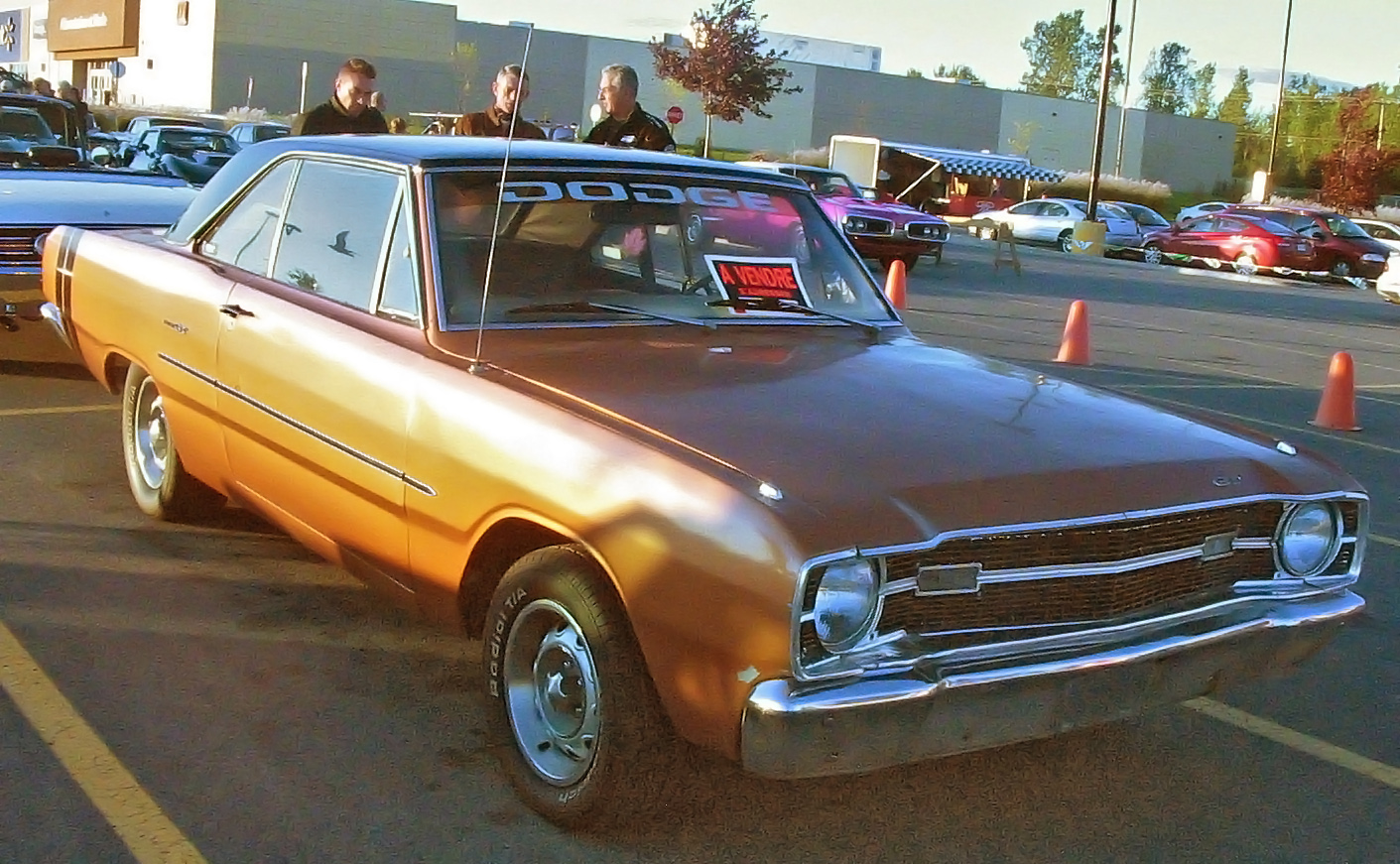
Dodge Dart Swinger uit 1969
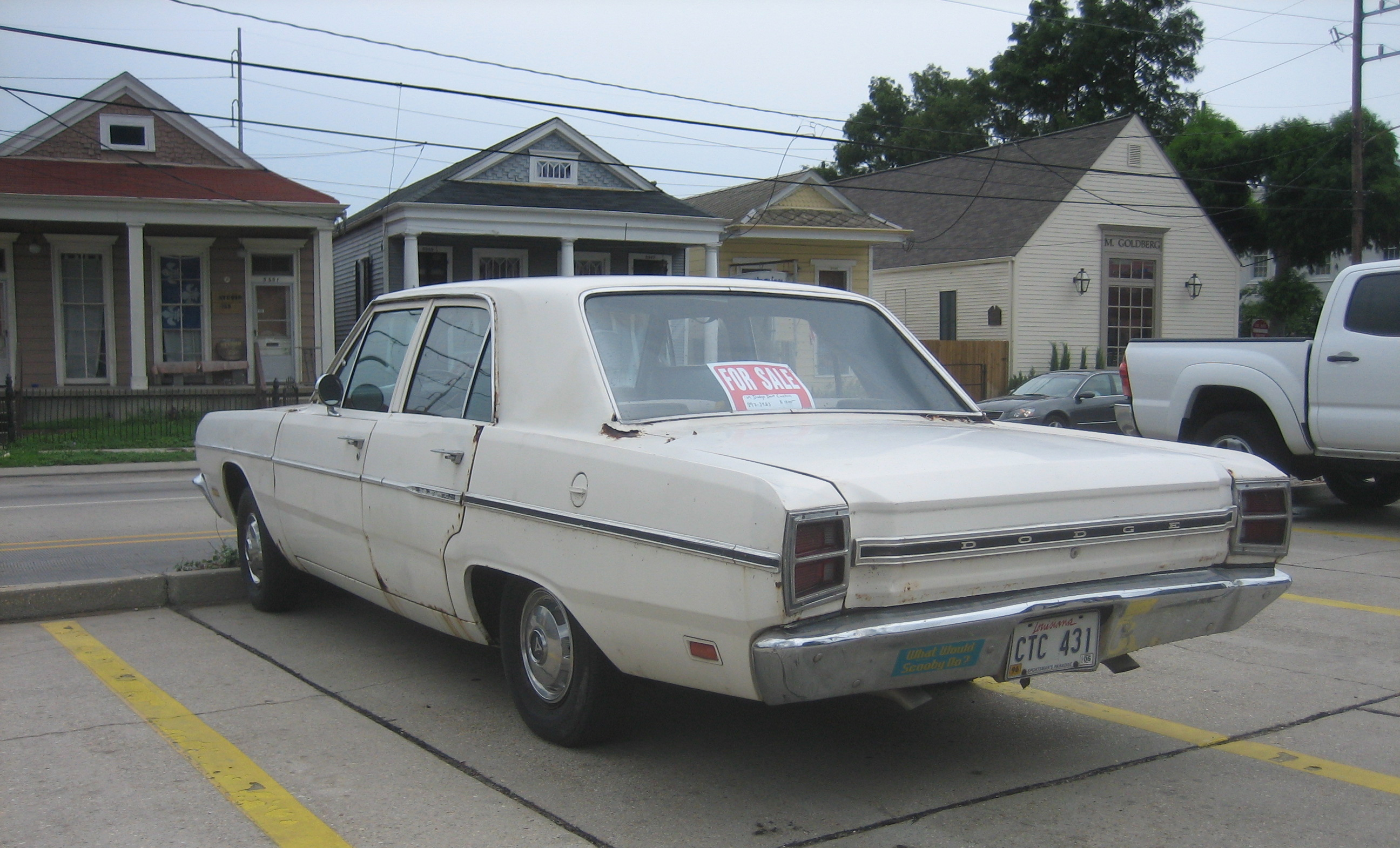
Dodge Dart uit 1969, achteraanzicht

## Vijfde generatie (1970-1976)
In 1970 volgde een beperkte face-lift die de Dodge Dart dichter bij Dodge' grote modellen bracht. Ook werd de cabriolet geschrapt en werden de krachtigste motoren van de optielijst gehaald om de nieuwe pony car, de Dodge Challenger, niet voor de voeten te lopen. De enige Dart met krachtige motor die overbleef was de Swinger 340.
In 1971 kreeg de Dart dubbele ronde koplampen in plaats van enkele, en verscheen een nieuwe van de Plymouth Duster gekopieerde variant: de Dodge Demon. Die had een agressievere stijl en krachtiger motoren. De Swinger 340 werd door de Demon 340 vervangen als de prestatievariant. Vanaf 1973 werd de Demon Dart Sport genoemd na klachten over de naam Demon (Engels voor duivel) vanuit religieuze hoek.
1976 Was het laatste jaar van de Dodge Dart die over de jaren een stevige reputatie van betrouwbaarheid had opgebouwd. De opvolger werd de Dodge Aspen.

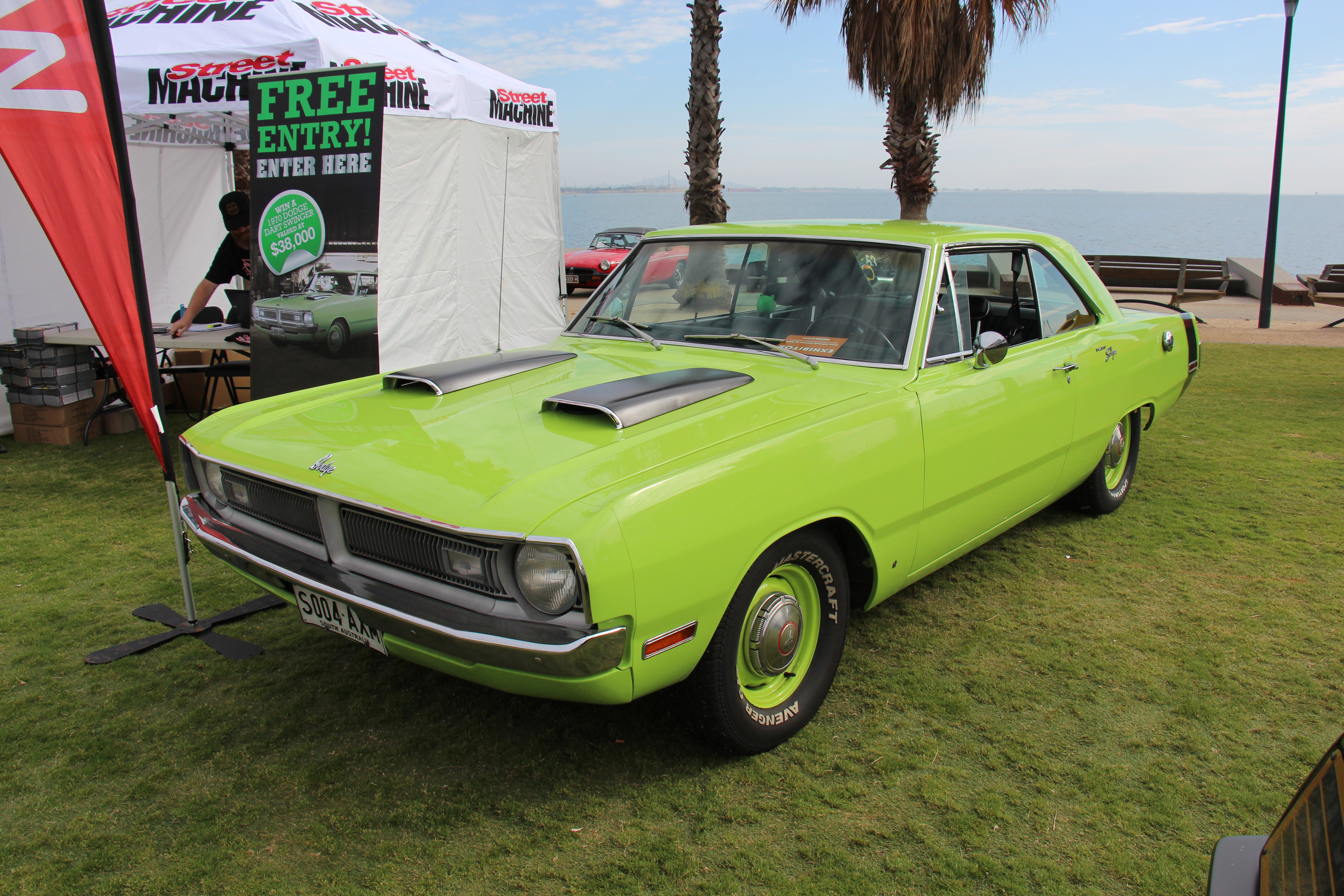
Dodge Dart Swinger uit 1970
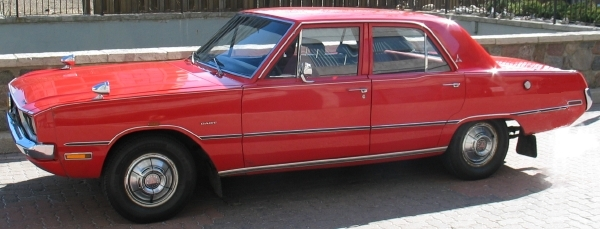
Dodge Dart uit 1971
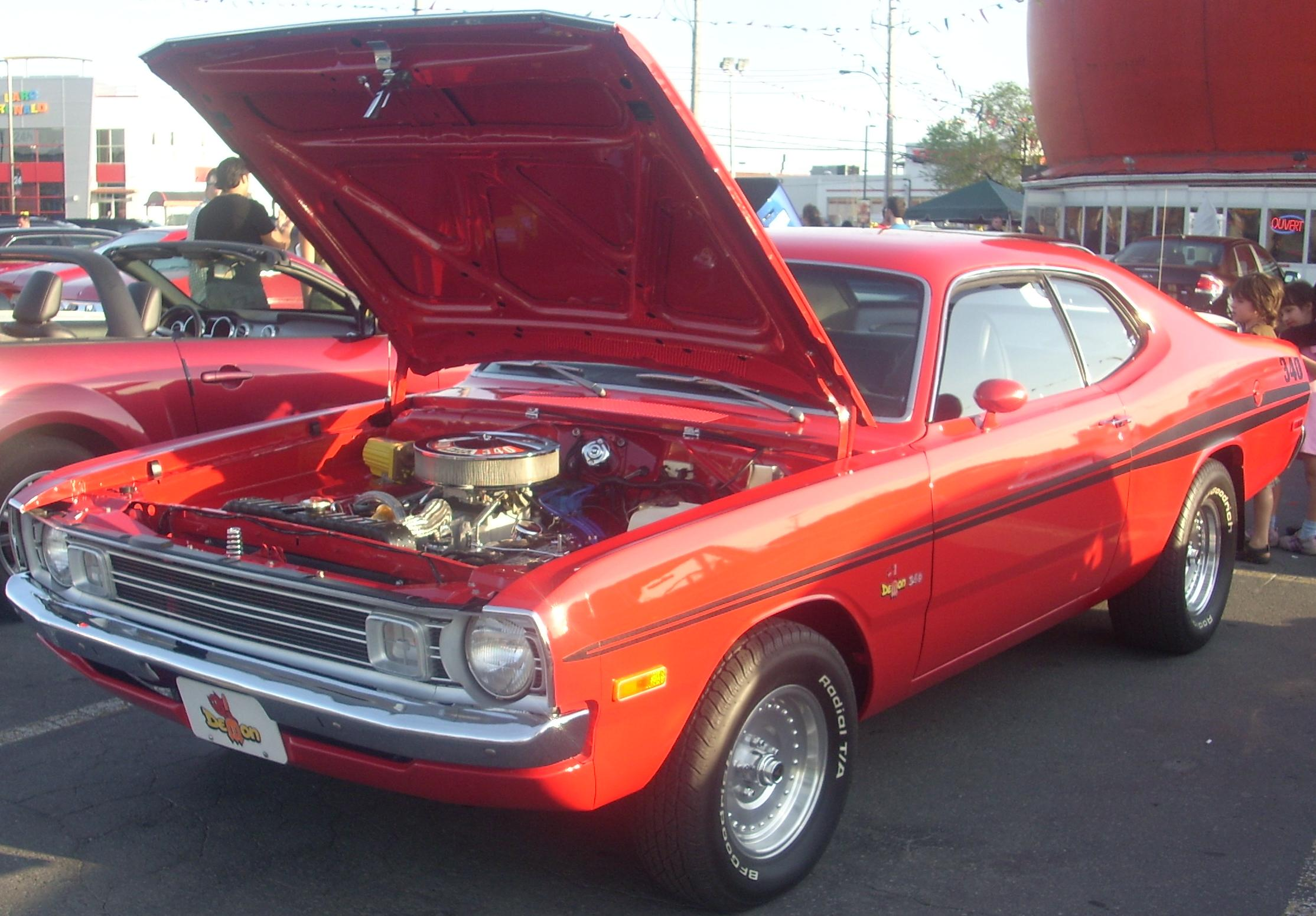
Dodge Demon 340 uit 1972
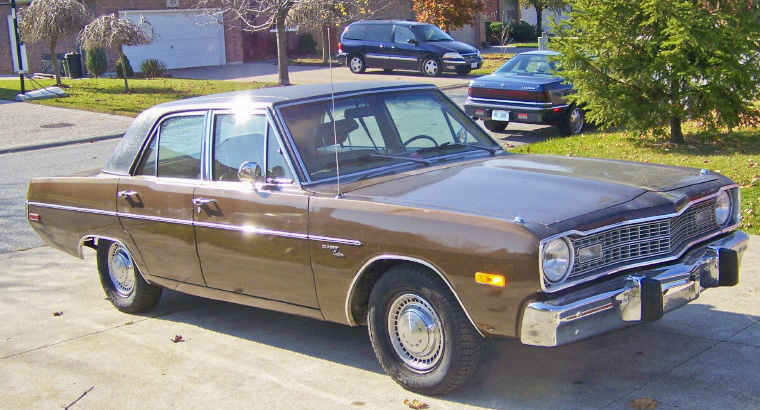
Dodge Dart uit 1973
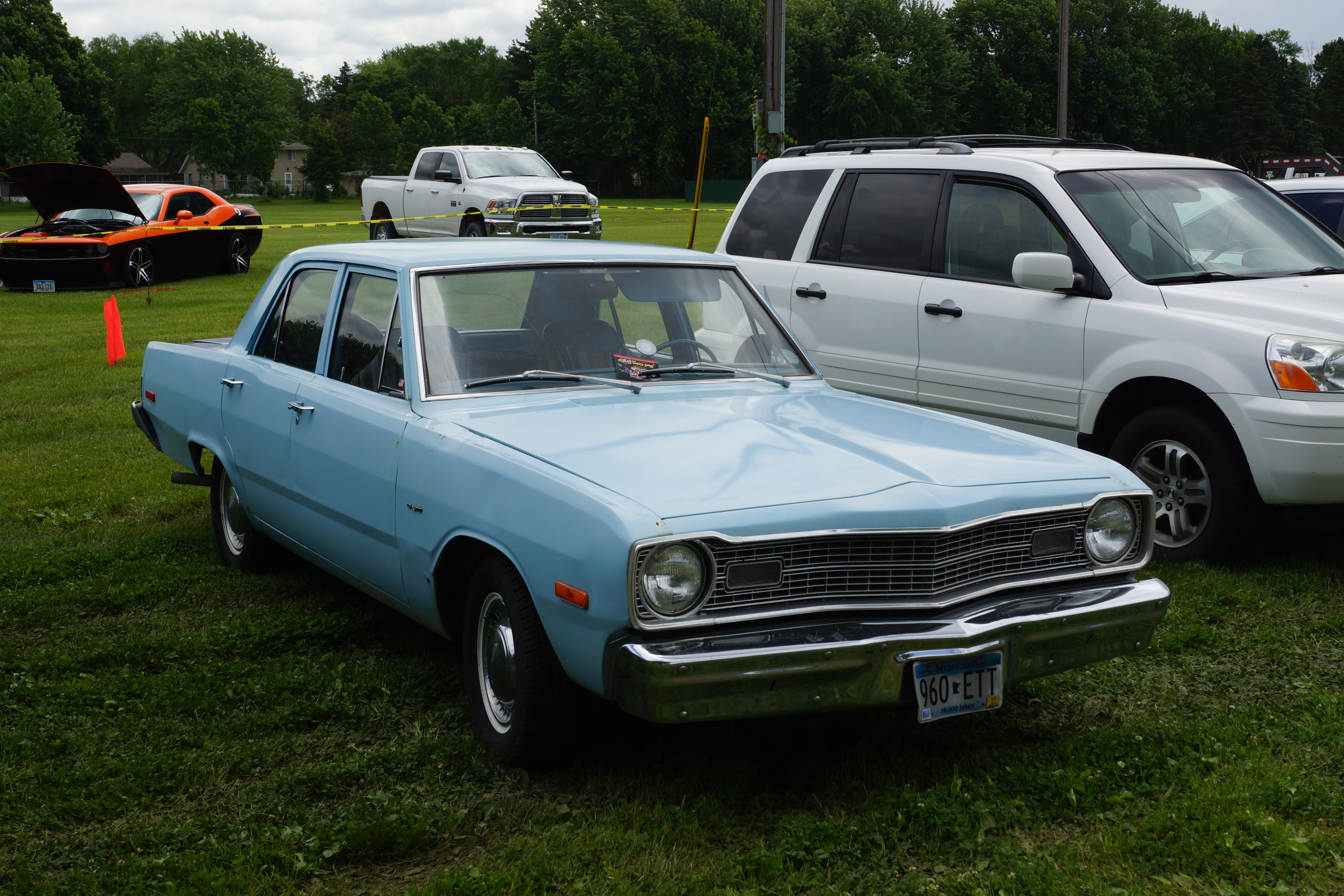
Dodge Dart uit 1974
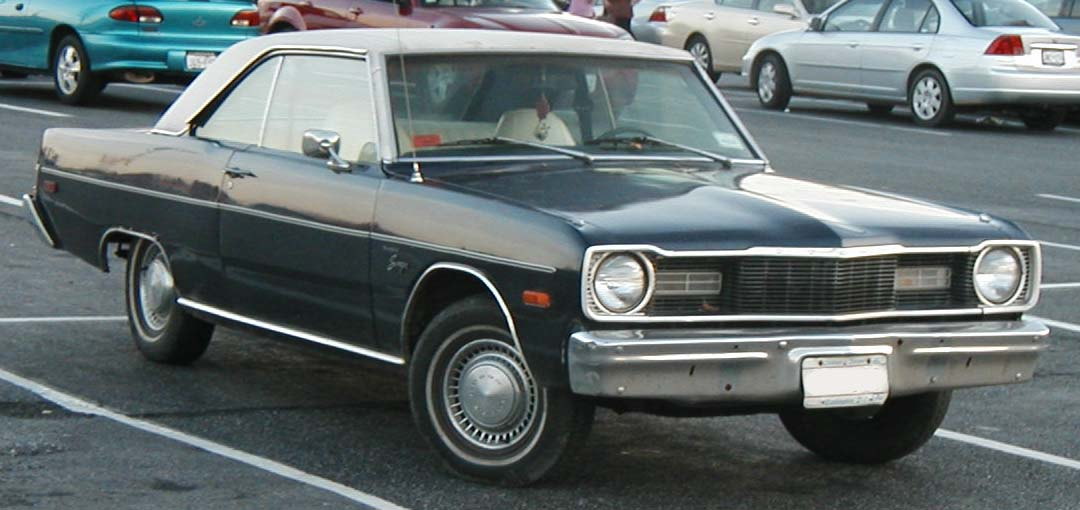
Dodge Dart Swinger uit 1975
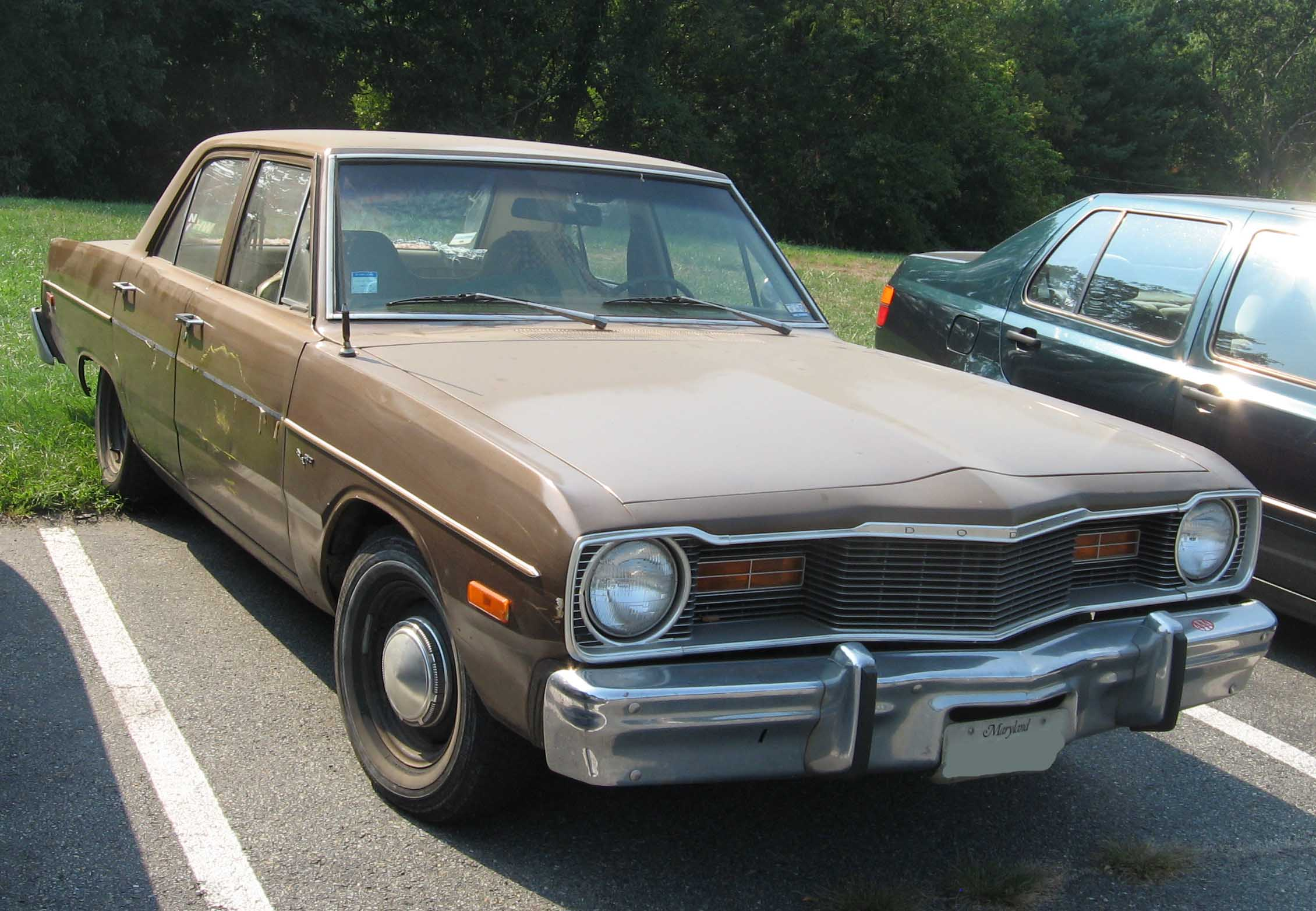
Dodge Dart uit 1976

## Verkopen
Hieronder de verkoopcijfers van de Dodge Dart/Demon. De meeste cijfers zijn afgerond tot op het honderdtal.
- 1960: 306.603
- 1961: 142.000
- 1962: 135.900
- 1963: 119.600
- 1964: 195.300
- 1965: 206.700
- 1966: 112.900
- 1967: 154.500
- 1968: 171.800
- 1969: 197.700
- 1970: 210.104
- 1971: 170.461 + 79.959 (Demon) = 250.420
- 1972: 214.788 + 48.580 (Demon) = 263.368
- 1973: 288.692
- 1974: ca. 263.467
- 1975: ca. 171.097
- 1976: 53.464
- 1960-62: 584.503
- 1963-76: 3.738.112
- Totaal: 4.322.615